# Kelsbroek
Kelsbroek is een natuurgebied in de Belgische gemeente Nieuwerkerken gelegen op de grens met Sint-Truiden. Het gebied wordt beheerd door Limburgs Landschap vzw en situeert zich aan beide kanten van de Kelsbeek. Het gebied vormt een natuurlijke verbinding tussen het het provinciaal domein Nieuwenhoven in Limburg en Het Vinne in Vlaams-Brabant.